# Jacques de Guyse
Jacques de Guyse ou « Iacobi de Guisia », « Jacobus de Guisia », « Jacobus Guisianus », « Jacobus Guisius », ou encore Jac. de Guysiâ, Jacques de Guisse, Jacques de Guise, Iacobus de Guisia, Jacques de Guisse, est un religieux (Cordelier) né à Mons dans la première moitié du XIVe siècle, devenu historien et chroniqueur dans la seconde partie de sa vie, mort au couvent de Valenciennes le 6 février 1399 (année « que l'on comptai alors 1398 »).
Il est contemporain de Jean Froissart également de Valenciennes.

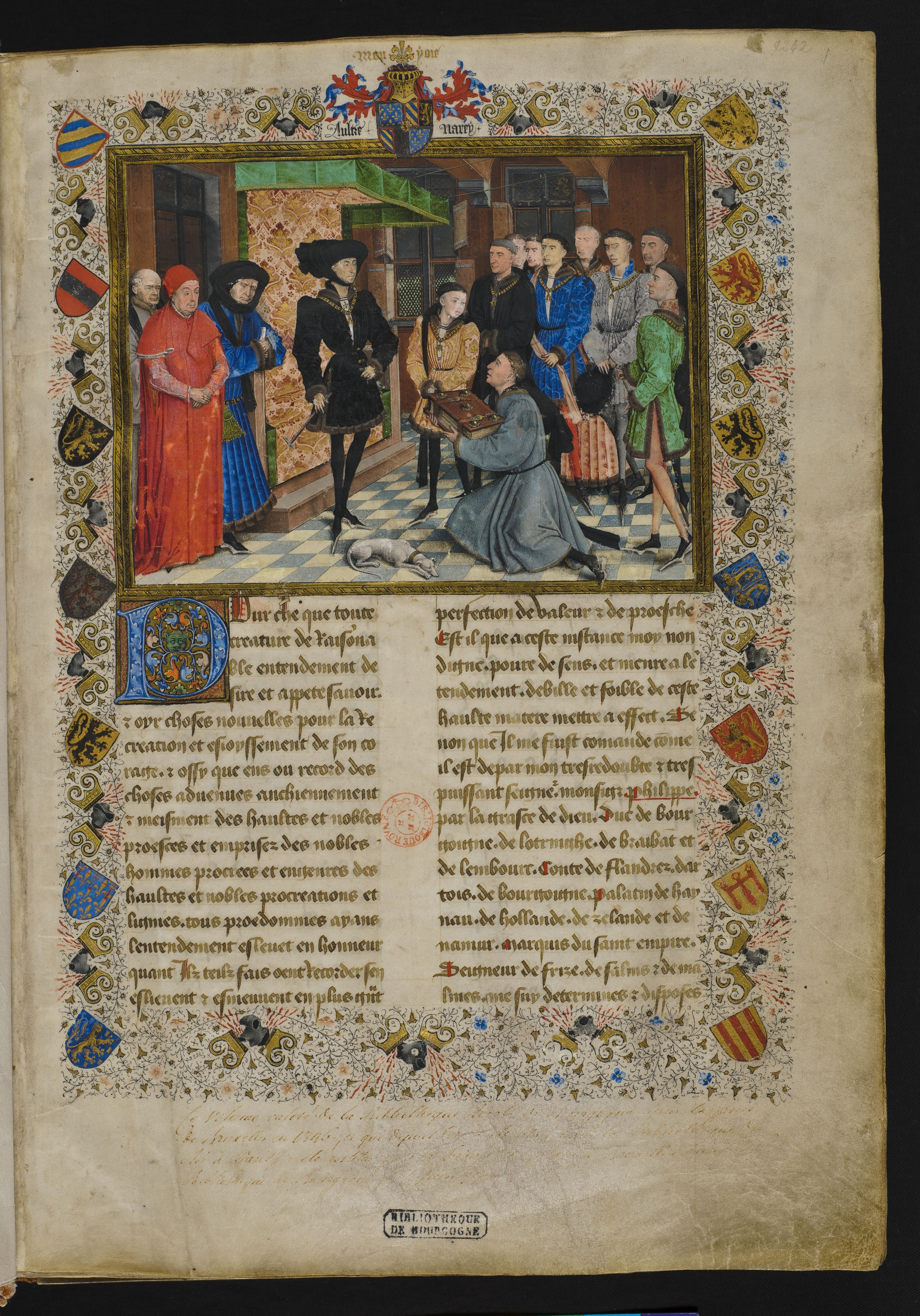
Première page des chroniques du Hainaut, résumé de l'histoire du Hainaut réalisée par Jean Wauquelin à partir du travail de Jacques de Guyse

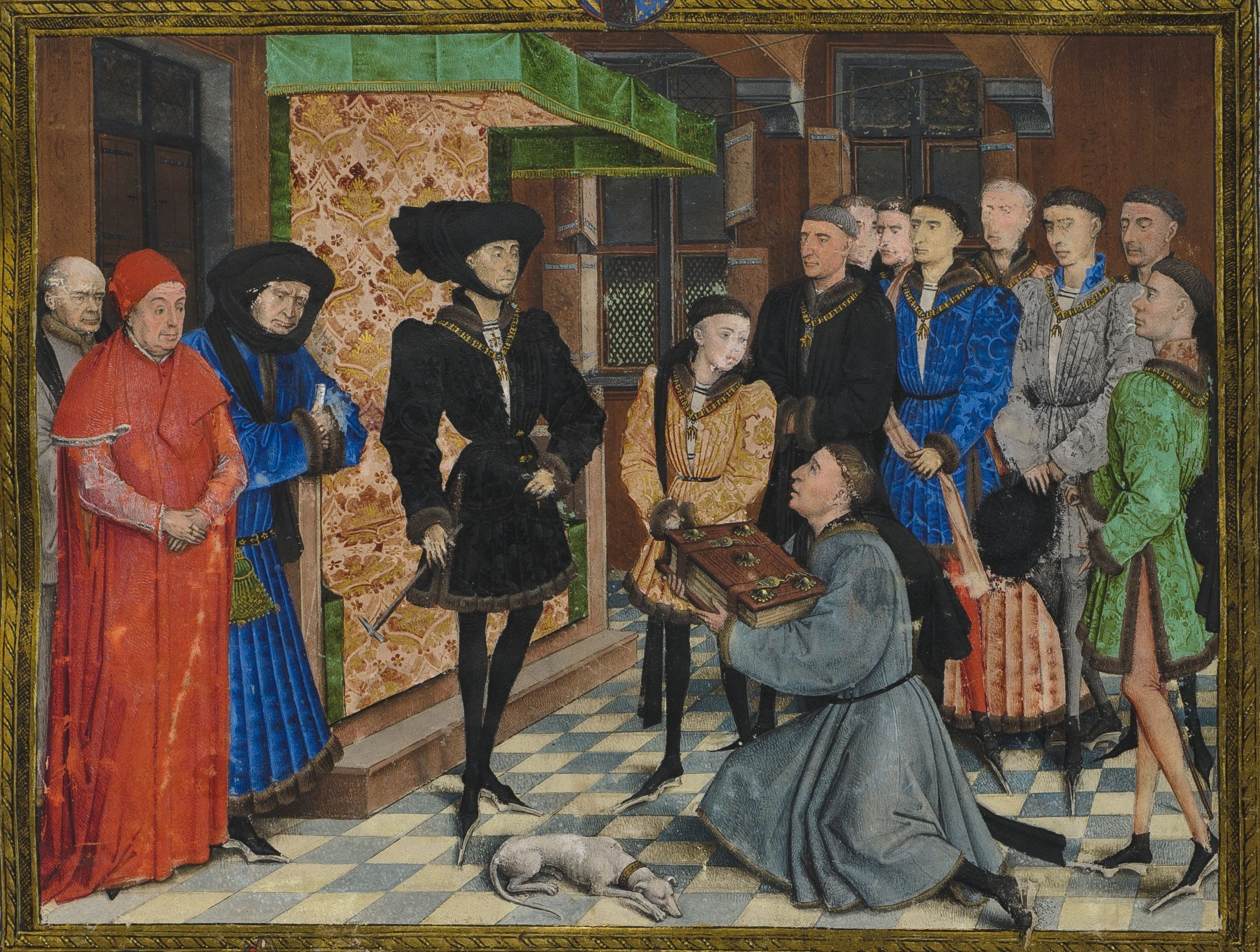
Détail de la miniature présentant Jean Wauquelin remettant son livre à Philippe le Bon en présence de Charles le Téméraire, Nicolas Rolin et Jean Chevrot

## Biographie
J. De Guyse se présente comme issu d'une famille distinguée par sa position et les charges dont elle fut revêtue. Selon lui, ses ancêtres, oncles, cousins et son frère occupaient des emplois élevés auprès des princes de Hainaut, qu'ils avaient servis jusqu'à leur mort sans donner lieu à aucun reproche.
Jacques de Guyse entre dans les ordres ; chez les franciscains. Il passe alors vingt-six ans loin de son pays, étudiant la logique, la philosophie, les mathématiques et la physique, à Paris notamment. Il reçoit le titre de docteur en théologie (à l'Université de Paris selon Joannes Natalis Paquot, bibliographe et historien de la Belgique).
Après avoir été reçu docteur, âgé de 40 ans, il revient dans sa patrie. Là, après plus de 25 ans de théologie, il se plaint de ce que la théologie n'est pas reconnue ; « Après être revenu dans mon pays natal, dit-il, ayant reconnu l'esprit qui y règne, je me suis convaincu que la théologie et les autres sciences spéculatives y étaient méprisées, et même que ceux qui les possédaient étaient regardés comme des insensés et des gens en délire ». 
Il se tourne alors vers les sciences communes et matérielles « grossas atque palpabiles » et plus particulièrement à l'histoire de la région qu'il connait le mieux, le Hainaut et parce qu'il avait constaté que cette histoire n'était pas écrite, alors que plusieurs nations voisines, depuis longtemps soumises au Hainaut, en possédaient de célèbres. Il le fait en exploitant les mémoires et chroniques des bibliothèques des villes, des archives des abbayes ou des églises, les chartes des princes et des évêques ; Son travail de compilation déborde d'ailleurs du Hainaut, sur toute la Belgique et parfois sur les provinces du nord.

Certains auteurs ou leurs écrits depuis perdus ne sont connus que par lui ou presque uniquement par lui, tels les textes de Hugues de Toul, de Nicolas Rucléri ou encore de l'histoire en plusieurs volumes de Lucius de Tongres (orthographié « Lucii de Tongre » par d'autres) ; à la page 80 du premier volume, Jacques de Guyse rapporte un fragment du sixième chapitre des Histoires de Lucius (capitule VI historiarum suarum), où il parle de la fondation de Belgis par Bavo, prince de Phrygie et cousin de Priam, épisode rapidement considéré par de nombreux auteurs comme une fable, qui aurait par exemple pu être copiée par Lucius au XIIIe siècle (dans un roman latin du XIIe siècle ? Un autre historien fabuleux est Rethmoldus).
On suppose que Lucius a vécu au XIIe siècle ou début du XIIIe siècle, car les auteurs du XIIIe siècle le citent, et les chroniques de Tongres sont écrites en prose française, prose qui ne semble pas avoir été utilisée par les chroniqueurs médiévaux avant le XIIe siècle. De plus, Lucius évoque le blason en véritable roi d'armes comme d'une science dont les principes étaient à son époque déjà arrêtés.
Jacques de Guyse meurt à Valenciennes le 6 février 1399.

Il est inhumé face à l'autel de la Sainte-Vierge, et où Nicolas de Guyse (un membre de sa famille), lui fit élever un tombeau de marbre le représentant tenant un livre à la main avec cette inscription : « Chy gist maistre Jacques de Guyse, docteur et frère mineur, auteur des chroniques du Hainaut ».
On a retenu sur lui une autre épitaphe, réputée composée par lui-même, en vers latins, et qui se trouve dans le manuscrit (no 5995) de la Bibliothèque du roi. Elle exprime selon Joseph Fr. Michaud & Louis Gabriel Michaud le découragement pour le peu de profit que ses Annales lui avaient rapporté.

## Œuvre
Ce chroniqueur et historien fut l'auteur d'une très volumineuse « histoire du Hainaut », rédigée en latin et dédiée au comte Albert Ier de Hainaut. Jean Wauquelin en fera, sous le titre Chroniques de Hainaut, une traduction simplifiée mais richement illustrée pour la cour de Philippe le Bon (vers 1446-1450).
Cette traduction est par la suite imprimée au début du XVIe siècle en trois volumes par les soins de Jacques de Leussach dit Lessabé, qui, malgré 25 ans de travail, ne parvient pas à terminer cette œuvre  avant sa mort (vendue à Paris en la grande rue Saint-Jacques, en la boutique de François Regnault).
- Le premier volume était titré : Le Premier Volume des illustrations de la Gaulle-Belgique, antiquitez du pays de Haynau et de la grande cité de Belges, à présent dite Bavay, dont procèdent les chaussées de Brunehault; et de plusieurs princes qui ont régné et fondé plusieurs villes et citez audit pays, et autres choses singulières et dignes de mémoire advenues durant leurs règnes, jusques au duc Philippes de Bourgongne dernier décédé.
- Le deuxième (édité la même année) est titré : Second volume des Croniques et annales de Haynnau et pays circonvoisins. (Feuillets LXXXII).
- Le troisième est édité en 1532 mais ne va que jusqu'à l'année 1258 (alors que l'éditeur annonçait dans le premier volume une histoire se poursuivant jusqu'au règne de Philippe Le Bon).

En 1826, M. Agricol-Joseph Fortia d'Urban (marquis de Fortia), passionné d'histoire ancienne, se lance dans une publication nouvelle, qui se veut complète des Annales de Hainaut, avec traduction française en vis-à-vis du latin, en 15 volumes, in-8° + deux volumes de table, l'histoire du Hainaut étant elle-même divisée en 20 livres, traitant de l'histoire des premiers rois belges, venus de Troyes selon les chroniqueurs, jusque vers le milieu du XIIIe siècle, sous la comtesse Marguerite. Des annotations, de la main du marquis de Fortia enrichissent le texte.

## Critiques
Dans les siècles qui ont suivi la publication des Annales du Hainaut, celles-ci seront en partie critiquées par de nombreux antiquaires et historiens, notamment pour ce qu'elles font remonter l'origine des Belges aux Troyens fugitifs de l'Asie mineure, et quand de Guyse y cite l'histoire d'une longue suite de rois et de princes qu'il dit s'être établis à partir de Bavo, cousin de Priam, jusqu'au duc régnant du Hainaut.
Plus de quatre siècles plus tard, Raynouard (dans le Journal des savants de juillet et octobre 1831) et Saint-Marc Girardin (dans le Journal des débats, du 28 septembre 1831) critiquent cette hypothèse. Plusieurs lui reconnaissent néanmoins de n'avoir pas inventé, mais simplement rapporté des idées fausses mais en vigueur dans l'antiquité ; en particulier l'idée que des peuples de Gaule sont originaires de la mythique Troie ne date pas des chroniqueurs du Moyen Âge, mais remonte à l'antiquité, ce que Jacques de Guyse n'aurait fait que répéter : l'écrivain romain Lucain (né en 39 après Jésus-Christ) écrivait déjà des Arvernes qu'ils « osaient se prétendre frères du Latin et nés du sang troyen, ».
Par ailleurs, de Guyse a lui-même expliqué que sa méthode était basée sur une modeste compilation d'auteurs différents qui l'ont précédé : 
« Comme je ne veux m'écarter du plan que j'ai choisi, qu'en faveur de quelques événemens particuliers dont la connaissance est essentielle pour comprendre la matière que je traite, je ne raconterai pas tous les triomphes que César remporta dans les Gaules, pendant, les années qui suivirent la destruction de Belgis, et je ne m'arrêterai qu'à ceux qui se rapportent à l'histoire que j'écris. Mais attendu que plusieurs auteurs, tels que Julius Celsus, Suétone, Orose, Hélinand, Henri de Tournai et Hugues de Toul, traitent de ce sujet, et que l'un avance ce que l'autre omet, tandis que l'un omet ce qui nous est fourni par un autre ; j'ai pris le parti de composer ma relation en les suppléant les uns par les autres, et ensuivant les faibles lumières de mon esprit ».
Selon, le baron de Reiffenberg en 1832, il pourrait y avoir chez de Guyse « quelques vérité (...) enveloppées sous le voile de ces fictions (...) l'enveloppe est si épaisse qu'on ne doit point se flatter légèrement de voir à travers » ; le baron lui reproche à J. de Guyse d'avoir travaillé « non pas sur Walstadt et Hunibauld que Trithème dit avoir connus ; non pas sur les originaux dont Annius de Viterbe prétend donner des extraits ; non pas sur Renatus Frigeridus, auteur perdu qui précéda Grégoire de Tours, ni sur Gildas, mais sur Lucius de Tongres, Hugues de Toul, Clairembaud, Nicolas Rucléri, Helinand, le cosmographe Erodocus, l'historien écossais Cresus, le poète Alberic, Geoffroi de Montmouth, Barthelemi de Glanvill (en fait ici confondu par Mr de Reiffenberg avec Barthélémi l'Anglais), Bucalio ou Buscalus, annaliste de Tournai, et d'autres écrivains peu instruits, amis de l'extraordinaire et du merveilleux, et entre lesquels et les temps antiques la chaîne des traditions parait bien certainement interrompue ».
Le baron cite néanmoins Grégoire Divaeus (également invoqué avec d'autres par Agricol-Joseph Fortia d'Urban) qui dit avoir vu « quelques chroniques manuscrites, rimées en langue vulgaire vers IIe, XIIe ou XIIIe siècle, lesquelles contenaient les origines des Belges et des Tongrois, et d'où Jacques de Guyse et d'autres, ont tiré sans doute leurs récits. II remarque ensuite que tous les peuples ont leurs fables, mais il ajoute : Romanorum sane non omnes exstant scriptores qui de nobis scripsere ; qui exstant, multa adeo externarum gentium suppressere. Germanis Gallisque in usu non fruit, sua scripto mandare, aut si fuit, Hunnorum aut Normannorrum depopulationes omnia monumenta perdiderunt. Ann. Lov. , lib. I .. »

## Devenir et utilisations du manuscrit original, des copies et de la traduction
Il y a eu, comme cela était assez courant à ces époques quelques erreurs ou confusion sur les noms des auteurs, traducteurs, commanditaires et les dates concernant le travail de De Guyse aux XVIIIe et XIXe siècles (ce qui s'explique notamment par le fait que les noms propres n'avaient pas d'orthographe obligatoire, qu'ils étaient souvent latinisés ou francisés, abrégés ou déformés par erreur de copistes, et parce que les systèmes de datation ont pu varier selon les époques ou les auteurs).
Ainsi ;
- dans son Dictionnaire historique et critique (1820-1824) [14], Pierre Bayle (1647-1706) qui semble ne pas avoir lu De Guyse, ni sa traduction) dit de lui qu'« Il s'attacha avec une extrême application à illustrer les antiquités et l'histoire de son pays mais il adopta des traditions fabuleuses car il assura que sa patrie a été fondée par les Troyens », Pierre Bayle rappelle, citant Valère André[15] que « le public n'a vu qu'un abrégé de sa Chronique du Hainaut et il n'y a point d'apparence que tout l'ouvrage soit jamais mis en lumière ».
- Pierre Bayle précise à juste titre que Moréri se trompe en disant que de Guyse est né à Valenciennes, et que lui et La Croix du Maine se sont également trompés sur la date de mort de De Guyse ; « Leurs variations consistent en ce que les uns commencent l'année au mois de janvier et les autres après pâques. Selon ceux-ci il mourut en 1398, et selon ceux-là, en 1399 » dit Pierre Bayle citant Valère André[16].
- Pour André du Chesne rapporté[14] par Pierre Bayle et les biographe de l'époque des lumières, le titre de l'ouvrage était : « Les illustrations de la Gaule belgique antiquités du pays de Hainaut, et de la grand cité de Belges, à présent dite Bavay, dont procèdent les chaussées de Brunehaut, et de plusieurs princes qui ont regné et fondé plusieurs villes et cités audit pays, et autres choses singulières et dignes de mémoire advenues durant leurs règnes jusqu'au duc Philippe de Bon dernier décédé. Par frère Jacques de Guise religieux de l'ordre de saint Prançois œuvre divisée en six volumes, desquels il n'y a que les trois premiers imprimés ». 
À ce propos, Pierre Bayle fait remarquer que Du Chesne oublie de préciser qu'il s'agit d'une traduction en français. Pierre Bayle précise aussi que La Croix du Maine « a cru faussement que Jacques de Guise était l'auteur de cette version », et qu'il se trompe aussi sur le fait que jacques de Guyse soit né à Guyse. Pierre Bayle ajoute[14] que « la chronique latine de ce moine se voit écrite la main, au couvent des frères mineurs de Valenciennes comme témoigne Jean le Maire en ses Illustrations de Gaule », et qu'elle a été composée à la requête du comte Guillaume de Hainaut, mais non comme le dit le titre de l'abbrégé sur commande d'un duc de Bourgogne nommé Philippe qui soit mort en ce temps-là, car Philippe de Rouvres dernier duc de Bourgogne de la première branche à porter ce prénom mourut le 21 de novembre 1361 (c'est en fait la traduction française qui a été commandée par Philippe).
- Valère André[17] (tel que cité par Pierre Bayle) insiste sur le fait que l'édition de Paris de 1361 précisait dans son titre qu'il ne s'agissait que d'un Extrait des Chroniques de Jacques de Guise" et qu'il y avait chez M. Gévart, à Anvers, un autre abrégé de ces Chroniques fait par ordre du duc de Bourgogne, Philippe-le-Bon. Il dit aussi que les franciscains de Mons avaient en trois tomes le manuscrit de cette Chronique de Hainaut.

### Traduction en français
À la fin de la première moitié du XVe siècle (vers 1446), il fut fait de cet ouvrage une traduction (non signée) en français, qui fera mieux connaitre ce texte, via un certain nombre de copies puis d'exemplaires imprimés. La version traduite fut imprimée à Paris en 1531 (en trois vol. in-fol., comme l'original). Cette traduction comprend cependant beaucoup de coupures dans le texte, au point que Joseph Fr. Michaud & Louis Gabriel Michaud le considèrent comme un abrégé plus qu'une traduction.
Le nom du traducteur ne figurant pas dans la traduction, divers auteurs ont spéculé sur la question de son identité.
On a d'abord attribué cette traduction à Jacques, puis à Jean Lessabé. Prosper Marchand attribue par erreur cette version à Jacques de Guyse lui-même et non à Jean Lessabé.
Luc Wadding, autre moine cordelier de l'ordre des frères mineurs, qui pourrait avoir eu plus facilement accès aux archives ou à des documents de l'ordre affirme qu'il s'agit de Jean Lessabé et non de Jacques, version qui pour Fortia d'Urban, paraît préférable celle de à Joseph Fr. Michaud & Louis Gabriel Michaud, « d'autant plus que ce Jacques Lessabé, prêtre de Marchiennes, dont parle Marchand, est mort en 1557 à Tournai, et n'a pu écrire, en 1446, l'ouvrage dont il s'agit » ; Il pourrait y avoir confusion entre Jacques Lessabé (plus connu à l'époque semble-t-il, et qui n'a écrit qu'en latin, et Jean Lessabé), moins connu des biographes. Paquot a répété, « sans plus de fondement » selon Fortia d'Urban, l'assertion de Marchand. Joseph Fr. Michaud & Louis Gabriel Michaud font d'ailleurs remarquer que Marchand « commet une autre erreur en disant que c'est en 1404 que fut faite la traduction ordonnée par Philippe-le-Bon : d'abord la préface (maintenant supposée de Jean Lessabé) dit en propres termes qu'il commença son travail l'an 1446 » ; ensuite le duc Philippe qui l'a commandé « n'avait alors en 1404 que six ans, et, par conséquent, était incapable de donner l'ordre qu'on lui attribue ».
Marchand pense qu'il y a eu plusieurs traductions, mais selon Joseph Fr. Michaud & Louis Gabriel Michaud, il n'existe que celle de Jean Lessabé.
Le supposé Jean Lessabé écrit dans sa préface avoir traduit ce texte du latin sur ordre de Philippe-Le-Bon, comte de Flandre et de Hainaut, à la sollicitation de Simon Notkart (présenté par lui comme clerc du bailliage de Hainaut et conseiller du duc, et que quelques auteurs ont aussi cru par erreur cru être le traducteur).
Selon D'Urban, cette version « ne rend pas entièrement le texte latin: quelquefois elle ajoute, mais le plus souvent elle retranche d'assez longs passages, et même elle omet plusieurs chapitres entiers. Le stile d'ailleurs n'en est plus supportable, et l'on y rencontre des erreurs grossières à chaque page ».

### Devenir de l'original
Des incertitudes existent quant au devenir du manuscrit autographe de son œuvre.
D'urban rapporte que Bayle prétend que le manuscrit a été conservé dans la bibliothèque des cordeliers à Mons(où « ni le gardien du couvent, ni les moines les plus habiles ne pouvaient le déchiffrer »), jusqu'à l'incendie du couvent, lors de la prise de Mons par Louis XIV (en 1691) où lors du siège de la ville l'armée de Louis XIV fit « tirer sur le couvent plusieurs bombes qui y mirent tout en feu, de sorte que le manuscrit de Jacques de Guyse y fut consumé avec la bibliothèque des religieux ». C'est aussi l'avis de Bayle et de Paquot qui précise que l'original était l'exemplaire en trois volumes in-folio, sur vélin, qui se conservait citez les Récollets de Mons, détruit par le feu. Le P. Lelong est d'un avis différent, affirmant que l'original des Annales de Hainaut, formant 3 vol. in-fol., était conservé dans la Bibliothèque du Roi sous les no 8381, 8382, 8383. Mais le catalogue de cette bibliothèque porte cet exemplaire au XVe siècle, en indiquant qu'il venait de la bibliothèque de Dupuy, qui, à sa mort, arrivée en 1651, légua tous ses livres au roi. D'urban pense cependant qu'il existe encore (à son époque), un « manuscrit cru autographe de la Chronique de Jacques de Guyse » mais « en assez mauvais état » à Valenciennes, précisant que le manuscrit (no 5995), en trois volumes in folio sur lequel il a travaillé présentait quelques omissions et fautes de copistes. Ce dernier manuscrit venant de la Bibliothèque du Roi trente ans avant le siège de Mons (1691) et est rapporté par le père Lelong sous les nos 8381, 8382 et 8383, qui ont fait place aux actuels 5995(l, 2 et 3). L'article du catalogue de la bibliothèque du Roi qui concerne ce manuscrit est ainsi conçu Codex membranaceus, tribus voluminibus constans, olim Puteanus. Ibi continentur annales principum Hannoniae, viginti libris, authore jac. de Guysiâ - is codex XV soeculo exaratus videtur. (On voit par ces mots olim Puteanus, que ce manuscrit provient de la bibliothèque de Dupuy (Jacques), qui mourut en 1651, et qui légua à la bibliothèque du Roi les livres qu'il avait rassemblés avec son frère (Pierre Dupuy).
Joseph Fr. Michaud & Louis Gabriel Michaud estiment que c'est à tort qu'on a dit que cette chronique fut composée par ordre du comte Guillaume de Hainaut[Lequel ?].
Selon Jean Le Maire, de son temps, on pouvait lire un exemplaire manuscrit de cette histoire dans le couvent des frères mineurs de Valenciennes. selon Joseph Fr. Michaud & Louis Gabriel Michaud, il était encore à Valenciennes avec de grandes probabilités que ce soit l'original.
Quoi qu'il en soit, en 1609, selon les bibliographes Paquot et Prosper Marchand, repris par D'Urban il en existait un autre manuscrit (complet) à Anvers (à la bibliothèque des jésuites d'Anvers selon Prosper Marchant). Et la cathédrale de Tournai possédait le premier volume des Annales de J. de Guyse ; le fonds de Saint-Germain à la Bibliothèque du roi contenant en outre, sous le no 1091, les deux premiers volumes, sauf le chapitre dixième du 1er livre qui manque selon D'Urban.

### Utilisations
Beaucoup d'historiens ou d'auteurs ont à leur tour utilisé tout ou partie de ce texte comme source d'information, souvent avec la prudence qu'impose l'utilisation de compilations de textes anciens ayant eux-mêmes disparu.
Selon d'Urban, « Le prêtre Jean Lefèvre a beaucoup profité des annales de Jacques de Guyse, pour composer ses grandes histoires de Hainaut. Il les a traduites presque en entier, et assez fidèlement pour mériter d'être pris pour guide dans l'interprétation de
quelques noms de lieux peu connus, qu'il eût été difficile de retrouver sans son secours », et « Ruteau le cite dans les annales du Hainaut de François Vinchant, dont il se dit le continuateur », tout en réfutant que Bavay puisse avoir été la ville importante décrite par les chroniqueurs repris par J. De Guyse.